# (9358) Faro
(9358) Faro es un asteroide perteneciente al cinturón de asteroides descubierto el 29 de febrero de 1992 por el Uppsala-ESO Survey of Asteroids and Comets desde el Observatorio de La Silla.

## Designación y nombre
Designado provisionalmente como 1992 DN7. Fue nombrado por Fårö, una isla en sí misma, es la parroquia más septentrional de Gotlandia. Es famosa por sus farallones y sus hermosas playas.

## Características orbitales
Faro está situado a una distancia media de 2,644 ua, pudiendo alejarse un máximo de 2,879 ua y acercarse un máximo de 2,410 ua. Tiene una excentricidad de 0,089 y la inclinación orbital 3,306 grados. Emplea 1570,68 días en completar una órbita alrededor del Sol.

## Características físicas
La magnitud absoluta de Faro es 13,45 Tiene un diámetro de 5,689 km y su albedo se estima en 0,286.